# Helgstudion
Helgstudion är ett TV-program som sänds i Sveriges Televisions (SVT) kanaler inklusive SVT Play från och med vårvintern 2020 på grund av virussmittan sars-cov-2:s spridning i Sverige och världen.

## Bakgrund
Helgstudion är en direkt efterföljare och ersättare till programmet Vinterstudion som sedan ungefär 2010 haft en ansenlig sändningstid som sammanhållande sportsändning runt och mellan de individuella reportagen genom utfyllnad med studiosamtal mellan de programledande journalisterna samt med de ibland inbjudna expertkommentatorerna, idrottsutövare och andra gäster.
Under mars 2020 vållade virusets okontrollerade spridning att planerade sportevenemang fick ställas in, pågående tävlingssäsonger fick avbrytas eller avslutas i förtid samt att större kommande arrangemang fick omplaneras. SVT hade därmed mycket tablålagd tv-tid över, gott om studiokapacitet ledig, och ett stort antal anställda eller kontrakterade sportreportrar utan ordinarie arbetsuppgifter. Därtill skedde en kraftig nedgång i resandet grundat på personlig rädsla, rekommendationer från sakkunniga och rena myndighetsbeslut - de resor som också använts i Vinterstudion för att skapa utfyllnadsreportage.
Med Helgstudion kunde SVT därmed inom befintliga resurser tillhandahålla en betydande andel av de extrasändningar som smittoläget påkallat och som annars lagt en stor belastning på nyhetsredaktionerna och deras sändningspersonal.

## Genomförande
Med endaste en mindre förändring av studiodekorationer och studiomöblering från Vinterstudion, samt det faktum att de flesta av dagens aktiva sportreportrar faktiskt har någon form av allmän journalistutbildning i sin bakgrund, så återanvändes såväl personal, det generella upplägget ("programformatet") och övriga resurser till att tillhandahålla information om och kring viruset sars-cov-2 och sjukdomen covid-19.
I programmet förekommer rapportering av aktuell utbredningsstatistik (inrikes och utrikes), reportage och intervjuer från aktuella platser och regioner med hjälp av nyhetsredaktionens korrespondenter, andra svenskar på plats eller som inköpta inslag från andra tv-bolag.
I studion medverkar inbjudna relevanta specialister och beslutsfattare som i en lugnare omgivning ges chansen att på ett mer avslappnat sätt fördjupa den aktuellaste informationen från presskonferenser, debattsidor och andra uttalanden från sitt ordinarie arbete.
En väsentlig tid läggs på att förklara, förtydliga och exemplifiera de facktermer och begrepp som använts i informationen men som mer eller mindre missförståtts i nyhetssändningar och därmed skapar ökad förvirring i samhället. Utöver denna typ av frågeställningar från journalistiken, så tas även motsvarande upp i återkommande "frågestunder" från tittare som hör av sig.